# Obbo Johannes Scherphuis
Obbo Johannes Scherphuis (Appingedam, 20 juli 1891 - Groningen, 11 maart 1980) was een Nederlandse burgemeester van de Vrijzinnig Democratische Bond (VDB) en de Partij van de Arbeid (PvdA).

## Leven en werk

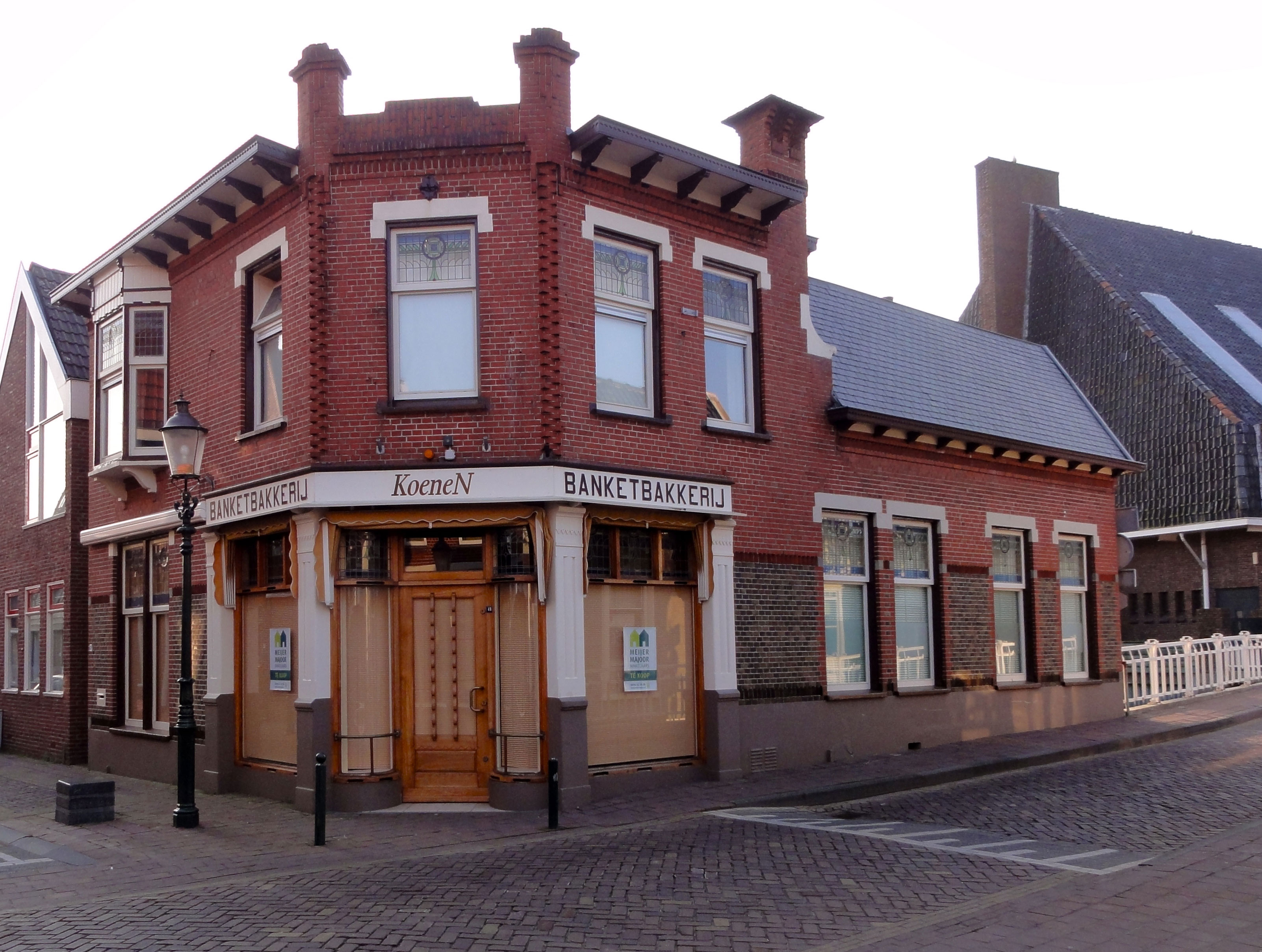
Het in 1921 in opdracht van banketbakker O.J. Scherphuis gebouwde pand aan de Solwerderstraat 48 te Appingedam

Scherphuis, veelal 'O.J.' genoemd, was een zoon van Jacob Scherphuis en Aaltje Kraaima. Hij had een bakkerszaak in Appingedam. Hij werd actief in de lokale politiek en werd gekozen tot wethouder van de gemeente Appingedam. In 1935 werd hij benoemd tot burgemeester van de Groninger gemeente Ten Boer en in 1946 tot burgemeester van Slochteren. Scherphuis was aangesloten bij de Vrijzinnig Democratische Bond en na de fusie met de Sociaal-Democratische Arbeiderspartij (SDAP) in 1946 bij de PvdA. Hij was van 1937 tot 1962 lid van Provinciale Staten van Groningen. Tot zijn nevenfuncties behoorde ook het president-commissariaat van het regionale openbaarvervoerbedrijf DAM.
Scherphuis is tweemaal gehuwd geweest. Hij trouwde op 3 mei 1916 met Bouwina Reitsema, dochter van de architect Temme Reitsema en Frouwke Lubbers. Toen hij in 1980 op 88-jarige leeftijd in Groningen overleed was hij weduwnaar van J.A. Musch. Hij was ridder in de Orde van Oranje-Nassau.